# Фолл, Дэйв
Дэвид Этелстейн (Дэйв) Фолл (англ. David Athelstane (Dave) Fall; 4 декабря 1902, Фэрленд, Оклахома — 9 ноября 1964, Сан-Бернардино, Калифорния) — американский прыгун в воду. Серебряный призёр летних Олимпийских игр 1924 года.

## Биография
Дэйв Фолл родился 4 декабря 1902 года в американском городе Фэрленд в штате Оклахома.
Окончил Орегонский государственный университет. В 1924 году окончил Стэнфордский университет. Выступал в соревнованиях по прыжкам в воду и плаванию за его команду «Стэнфорд Кардинал».
В 1924 году выиграл юниорский чемпионат в прыжках с метрового трамплина. Ни разу не побеждал в чемпионатах страны среди мужчин, хотя многократно выходил в финал.
В 1924 году вошёл в состав сборной США на летних Олимпийских играх в Париже. В прыжках с вышки завоевал серебряную медаль, набрав 486,5 очка и уступив 0,8 очка выигравшему золото Элу Уайту из США.
Работал адвокатом в сфере морского права. Незадолго до конца жизни был назначен судьей в окружном суде Калифорнии.
Умер 9 ноября 1964 года в американском городе Сан-Бернардино.